# حزب محافظه‌کار کانادا
حزب محافظه‌کار کانادا (انگلیسی: Conservative Party of Canada, فرانسوی: Parti conservateur du Canada‎) یکی از احزاب سیاسی کشور کانادا است که در جناح راست میانه و راست طیف سیاسی کانادا قرار می‌گیرد. این حزب، یک حزب فراگیر بوده و عقاید سیاسی متعددی را در بر می‌گیرد اما به طور کلی میانه‌رو‌ تر از حزب جمهوری‌خواه آمریکا محسوب می‌شود. رهبر فعلی این حزب پیر پالیو است که از ۱۰ سپتامبر ۲۰۲۲ به رهبری  حزب محافظه‌کار و رهبری اپوزیسیون کانادا رسیده است. وی به همراه حزب متبوعش مخالف سرسخت سیاست‌های شبه کمونیستی و سلب‌کننده آزادی‌های فردی نخست وزیر جاستین ترودو در کانادا هستند.

## عقاید و سیاست‌ها
محافظه‌کاران کانادا طرفدار حفظ تسلط دوزبانی (انگلیسی و فرانسوی) و تعدد فرهنگی هستند. آن‌ها از ایده‌ی فدرالیسم به عنوان راه‌حلی در تقابل با جدایی استان کبک حمایت می‌کنند. همچنین معتقد به اهدای آزادی‌های بیشتر و اهدای حق خودگردانی به بومی‌های کانادا هستند. حفظ سلطنت مشروطه‌ی کانادا از دیگر ارزش‌های این حزب سیاسی است. آن‌ها معتقد به آزادی بیان، آزادی دین و آزادی مطبوعات هستند و شکوفایی اقتصادی، افزایش بودجهٔ نظامی، کاهش مالیات و کوچک‌شدن دولت را ارج می‌نهند. همچنین طرفدار گسترش برنامه‌های قانونی مهاجرتی از جمله روش‌های اقتصادی، خانوادگی و پناهندگی در کانادا هستند اما با مهاجرت غیرقانونی و اصل خاک مخالفند.

## تاریخچه
حزب محافظه‌کار جانشین و میراث‌دار احزاب راست‌گرایی است که در صحنه سیاست کانادا بیش از یکصد سال حضور داشته‌اند. قبل از سال ۱۹۴۲ احزاب پیشین محافظه‌کار کانادا نام‌های متفاوتی داشتند اما پس از این سال بخش غالب جناح راست با نام حزب محافظه‌کاران پیشرو شناخته می‌شد. در سال ۱۹۹۳ حجم قابل‌توجهی از محبوبیت مردمی از محافظه‌کاران پیشرو به حزب راستگراتر اصلاحات کانادا منتقل شد. حزب اصلاحات کانادا بعدا در سال ۲۰۰۰ به حزب اتحاد کانادا تغییر نام داد. کم کم با مشخص شدن اینکه هیچ کدام از دو حزب محافظه‌کاران پیشرو و حزب‌ اتحاد کانادا قادر به شکست حزب لیبرال که از سال ۱۹۹۳ بر سر کار بوده نیستند، در سال ۲۰۰۳ و با ادغام این دو حزب در تلاش برای شکست لیبرال‌ها، حرب محافظه‌کار کانادا متولد شد و در سال ۲۰۰۶ به رهبری استیون هارپر موفق به تشکیل دولت گردید. این حزب از سال ۲۰۰۶ تا ۲۰۱۵ بر سر کار بود و در سال ۲۰۱۵ انتخابات را به نخست‌وزیر فعلی جاستین ترودو واگذار کرد. پس از هارپر، رهبران بعدی از جمله اندرو شیر و ارین اوتول موفق به شکست لیبرال‌ها نشده اند. در آخرین انتخابات کانادا نیز که در سال ۲۰۲۵ برگزار شد رهبر فعلی پیر پالیو در رقابت با دولت فعلی لیبرال شکست خورد و از تشکیل دولت باز ماند.

## رهبران حزب محافظه‌کار
|   | نگاره        | نام               | تاریخ تولد       | آغاز دوران رهبری | پایان دوران رهبری | یادداشت                                      |
| - | ------------ | ----------------- | ---------------- | ---------------- | ----------------- | -------------------------------------------- |
| - |              | جان لینک-استانتون | ۱۹ ژوئن، ۱۹۳۰    | ۸ دسامبر، ۲۰۰۳   | ۲۰ مارس، ۲۰۰۴     | رهبر موقت                                    |
| ۱ | استیون هارپر | استیون هارپر      | ۳۰ آوریل، ۱۹۵۹   | ۲۰ مارس، ۲۰۰۴    | ۱۹ اکتبر، ۲۰۱۵    | بیست‌ و دومین نخست‌وزیر کانادا از ۲۰۰۶ تا ۲۰۱۵ |
| - | رونا امبروز  | رونا امبروز       | ۱۵ مارس، ۱۹۶۹    | ۵ نوامبر، ۲۰۱۵   | ۲۷ می، ۲۰۱۷       | رهبر موقت                                    |
| ۲ |              | اندرو شیر         | ۲۰ می، ۱۹۷۹      | ۲۷ می، ۲۰۱۷      | ۲۴ اوت، ۲۰۲۰      |                                              |
| ۳ | ارین اتول    | ارین اوتول        | ۲۲ ژانویه، ۱۹۷۳  | ۲۴ اوت، ۲۰۲۰     | ۲ فوریه، ۲۰۲۲     |                                              |
| - | کندیس برگن   | کندیس برگن        | ۲۸ سپتامبر، ۱۹۶۴ | ۲ فوریه، ۲۰۲۲    | ۱۰ سپتامبر، ۲۰۲۲  | رهبر موقت                                    |
| ۴ | پیر پولیو    | پیر پالیو         | ۳ ژوئن، ۱۹۷۹     | ۱۰ سپتامبر، ۲۰۲۲ | اکنون             |                                              |